# 黒い瞳 (宝塚歌劇)
『黒い瞳』（くろいひとみ）は、宝塚歌劇団が上演した舞台作品。
原作は帝政ロシアの作家アレクサンドル・プーシキンが1836年に発表した散文小説『大尉の娘』（Капитанская дочка）。脚本は柴田侑宏、演出・振付は謝珠栄。

## 上演記録

### 1998年 - 1999年・月組
1998年9月18日から10月26日（新人公演：10月6日）まで宝塚大劇場で、1999年1月2日から2月7日（新人公演：1月19日）までTAKARAZUKA1000days劇場で上演された。
形式名は「ミュージカル・プレイ」、15場。
伴演作品はレヴュー・ファンタシーク『ル・ボレロ・ルージュ』
この作品以降、柴田作品の演出を他の演出家が行う形式が定着した。
トップ娘役風花舞のサヨナラ公演となった。

### 2011年・雪組
2011年4月23日から5月22日まで全国ツアーで上演した。脚本・演出・振付は初演に同じ。
形式名は「ミュージカル・プレイ」。
併演作品はショー『ロック・オン!』。
トップ娘役舞羽美海のお披露目公演である。
公演日程
- 4月23日（土）・24日（日）　市川市文化会館（千葉県）
- 4月26日（火）　府中の森芸術劇場（東京都）
- 4月27日（水）　神奈川県民ホール
- 4月29日（金）・30日（土）・5月1日（日）　梅田芸術劇場・メインホール（大阪府）
- 5月3日（火）・4日（水）・5日（木）　福岡市民会館（福岡県）
- 5月7日（土）　松山市民会館（愛媛県）
- 5月8日（日）　西条市総合文化会館（愛媛県）
- 5月10日（火）　倉敷市民会館（岡山県）
- 5月12日（木）　北九州ソレイユホール(旧・九州厚生年金会館) （福岡県）
- 5月14日（土）　ALSOKホール(旧・広島郵便貯金ホール)（広島県）
- 5月15日（日）　周南市文化会館（山口県）
- 5月17日（火）　ひこね市文化プラザ（滋賀県）
- 5月19日（木）　三重県文化会館
- 5月21日（土）　四日市市文化会館（三重県）
- 5月22日（日）　日進市民会館（愛知県）

### 2019年・宙組
2019年2月2日から2月25日まで博多座にて上演した。脚本・演出・振付はこれまでと同様。
形式名は「ミュージカル・プレイ」。
併演作品はスーパー・レビュー『VIVA!FESTA! in HAKATA』。

## あらすじ
エカテリーナII世治世下のロシア。ぜいたくな暮らしを送る貴族の陰で民衆は重税と貧困にあえいでいた。一方、ロシアの専制政治に不満を持つコサックたちは農民指導者プガチョフを中心に、格差に苦しむ民衆と組み、ひそかに反乱の機会をうかがっていた。
そんなある日、青年貴族ニコライが従僕サヴェーリィチと共に辺境の砦に赴任する途中、雪で難渋していたところをブガチョフに助けられる。やっとの事で砦に到着したニコライは、司令官ミロノフ大尉の娘マーシャとの恋、同僚・シヴァーヴリンとの確執、ブガチョフとの友情などさまざまな出来事に出会う…。

## 1998年・専科所属の出演者
- 藤京子[1]
- 未沙のえる[1]

## 主な配役
※氏名の後ろに「宝塚」、「東京」の文字がなければ両公演共通。不明点は空白とする。
|                    | 1998年月組                          | 1998年月組 | 2011年雪組 | 2019年宙組 |
| 本公演             | 新人公演                            |            | 2011年雪組 | 2019年宙組 |
| ------------------ | ----------------------------------- | ---------- | ---------- | ---------- |
| ニコライ           | 真琴つばさ                          | 大和悠河   | 音月桂     | 真風涼帆   |
| マーシャ           | 風花舞                              | 花瀬みずか | 舞羽美海   | 星風まどか |
| プガチョフ         | 紫吹淳                              | 大空祐飛   | 未涼亜希   | 愛月ひかる |
| シヴァーブリン少尉 | 初風緑                              | 霧矢大夢   | 沙央くらま | 桜木みなと |
| エカテリーナII世   | 千紘れいか                          | 西條三恵   | 晴華みどり | 純矢ちとせ |
| サヴェーリィチ     | 未沙のえる                          | 華路ゆうき | 一樹千尋   | 寿つかさ   |
| ミロノフ大尉       | 立ともみ                            | 越乃リュウ | 飛鳥裕     | 松風輝     |
| ヴァシリーサ       | 藤京子                              | 苑宮令奈   | 舞咲りん   | 美風舞良   |
| マクシームィチ伍長 | 樹里咲穂（宝塚） 汐美真帆（東京）   | 鳴海じゅん | 香綾しずる | 蒼羽りく   |
| ベロボロードフ     | 真山葉瑠                            | 大樹槙     | 彩那音     | 澄輝さやと |
| フロプーシャ       | 卯城薫                              | 麻真もゆ   | 朝風れい   | 春瀬央季   |
| ズーリン中佐       | 美郷真也（宝塚） 光樹すばる（東京） | 有香潤     | 奏乃はると | 七生眞希   |
| パラーシカ         | 西條三恵                            | 叶千佳     | 沙月愛奈   | 瀬戸花まり |
| トリオ（勇気）     | 嘉月絵理                            | 楠恵華     | 彩風咲奈   | 秋音光     |
| トリオ（愛）       | 霧矢大夢                            | 一色瑠加   | 凛城きら   | 和希そら   |
| トリオ（祈り）     | 大和悠河                            | 紫城るい   | 煌羽レオ   | 優希しおん |

## スタッフ
1998年 - 1999年・月組
※氏名の後ろに「宝塚」、「東京」の文字がなければ両劇場共通。
- 脚本：柴田侑宏[3]
- 演出・振付：謝珠栄[3]
- 作曲[1]：高橋城・鞍富真一・玉麻尚一
- 編曲[1]：高橋城・鞍富真一・木川田新
- 音楽指揮：小高根凡平[1]、
- 擬闘：金田治[1]
- 衣装：任田幾英[1]
- 装置：大橋泰弘[1]
- 照明：勝柴次朗[1]
- 音響：加門清邦[1]
- 小道具：万波一重[1]
- 効果：扇野信夫[1]
- 歌唱指導：楊淑美[1]
- 演出助手[1]：荻田浩一・植田景子
- 振付助手：伊賀裕子[1]
- 装置捕：新宮有紀[1]
- 舞台進行：森田智広[1]
- 舞台監督[2]：藤村信一（東京）・古賀裕治（東京）・高野克己（東京）・木村信也（東京）
- 制作：久保孝満[1]
- 演奏：宝塚管弦楽団（宝塚）[1]
- 録音演奏：宝塚管弦楽団（東京）[2]
- 衣装生地提供：ミカレディ 株式会社[1]
- 演出担当（新人公演）：植田景子[3]